# Il fornaretto di Venezia (film 1914)
Il fornaretto di Venezia è un film del 1914 diretto da Luigi Maggi, su ispirazione dall'omonima leggenda veneziana.

## Trama
Primi anni del Cinquecento. A Venezia Annetta, la cameriera di Elena Loredano, moglie di Loredano, membro del Consiglio dei Dieci, è fidanzata col figlio di un fornaio. Alvise Duodo riesce a sedurre la bella Elena con la complicità di Annetta, che le porta le prove del tradimento del marito con la nobile Sofia Zeno. Per un equivoco il fornaretto crede che Annetta lo tradisca col Duodo, e giura vendetta. Ma a far uccidere Alvise da un sicario pensa lo stesso Loredano, informato della tresca della moglie. Per l'omicidio viene arrestato Pietro, il fornaretto. E quando Loredano, non volendo far giustiziare un innocente, decide di rivelare la verità, arriva troppo tardi, e dopo aver confessato al Consiglio il suo delitto, scendendo con i senatori la Scala dei Giganti, si abbatte al suolo.